# جون فينا
جون فينا (بالإنجليزية: John Fina)‏ هو لاعب كرة قدم أمريكية أمريكي، ولد في 11 مارس 1969 في روشستر في الولايات المتحدة.

## وصلات خارجية
- جون فينا على موقع مرجع كرة القدم المحترفة.كوم (الإنجليزية)
- جون فينا على موقع IMDb (الإنجليزية)